# Marco Esposito
Marco Esposito (ur. 8 lutego 1980 w Massafrze) – włoski piłkarz grający na pozycji obrońcy.
W swojej karierze rozegrał 12 spotkań w Serie A. Wystąpił też w 185 meczach Serie B (2 bramki).